# Theodor Veiter
Theodor Veiter (Pseudonyme: Theodorich D’Agunto, Theodor Innerer; * 22. September 1907 in München; † 23. Oktober 1994 in Feldkirch, Vorarlberg) war ein deutsch-österreichischer Jurist und Völkerrechtler, der sich vor allem mit Volksgruppenrecht befasste.

## Leben
Theodor Veiter war der Sohn des aus Kindberg, Steiermark, stammenden und von 1902 bis 1909 an der Münchner Akademie tätigen akademischen Malers August Veiter (1869–1957). Nach dem frühen Tod seiner Gattin, der Münchnerin Angela Veiter, geborene Pesl, zog der Vater zurück in seine Heimatstadt, wo er als Mitglied der Christlichsozialen Partei Stadtrat wurde. Theodor Veiter war katholisch, absolvierte die Volksschule in Klagenfurt und das Jesuiteninternat und Privatgymnasium Stella Matutina in Feldkirch, wo er 1926 maturierte. Danach studierte er Rechtswissenschaften an den Universitäten München, Wien und Grenoble.
Nach Auffassung von Brigitte Behal spielte in der Folge das Netzwerk der Alt-Stellaner, zu denen Kurt von Schuschnigg und der Vorarlberger Landeshauptmann Otto Ender zählten, für Veiters Fortkommen eine entscheidende Rolle. Noch vor Abschluss seines juristischen Studiums an der Universität Wien, wo er zum Dr. jur. promoviert wurde, wurde Veiter 1929 in Wien Sekretär der christlichsozialen Fraktion im Österreichischen Bundesrat und blieb in dieser Tätigkeit bis 1934. Von 1933 bis 1938 war er bei der Amtlichen Nachrichtenstelle in Wien tätig (in der Kulturredaktion der RAVAG). Er arbeitete auch als (Teilzeit-)Assistent für Karl Gottfried Hugelmann. 1935 heiratete er Annie Stecher aus Wien. Aus der Ehe ging der Sohn Wolfgang Veiter hervor. Für seine Tätigkeit als Präsident von Pax Romana in Österreich ab 1936 erhielt er 1937 die Ritterkrone des päpstlichen St.-Gregor-Ordens, den Gregoriusorden. Mit Edmund Glaise-Horstenau und Hugo Hantsch zählte der CVer Veiter (Mitglied der K.Ö.St.V. Rudolfina Wien von 1927 bis 1938) zur deutschnationalen Richtung des politischen Katholizismus in Österreich. Veiter trat 1933 unter dem Pseudonym Theodor Innerer in die NSDAP ein und gilt daher als illegaler Nationalsozialist. Sein persönliches Ersuchen auf Feststellung der NSDAP-Mitgliedschaft in Österreich vom 19. Mai 1938 wurde vom NSDAP-Gaugericht am 21. Mai 1940 mit dem Verweis auf Veiters „politischen Katholizismus“ abgelehnt – trotz der Beteuerungen Veiters, sich für die „nationalsozialistische Idee“ betätigt zu haben, Parteigenossen geholfen, sich „seit je sehr aktiv für die Propagierung des Anschlussgedankens“ eingesetzt zu haben, in „laufender Verbindung mit Nationalsozialisten außerhalb Österreichs“ gestanden zu sein, die NSDAP-Parteizwecke „unter den verschiedensten Formen finanziell“ unterstützt und „sehr wesentlich zur Schwächung des früheren Systems von innen heraus“ beigetragen zu haben.
Von 1940 bis 1945 arbeitete Veiter als Jurist für die Wiener Lokomotivfabrik AG. Von 1945 bis 1947 war er Prokurist der Firma S. Pümpel & Söhne in Feldkirch und von 1947 bis 1949 Sachbearbeiter beim Österreichischen Forschungsinstitut für Wirtschaft und Politik in Salzburg. 1949 bis 1981 war er Rechtsanwalt in Feldkirch. Ab 1964 war er Präsident des Wissenschaftlichen Beirats der Forschungsgesellschaft für das Weltflüchtlingsproblem (AWR) in Vaduz. 1983 erhielt er das Liechtensteiner Komturkreuz.
Er wurde zudem Honorarprofessor für Allgemeine Staatslehre, Flüchtlings- und Volksgruppenrecht an der Philosophisch-Theologischen Hochschule Königstein (Deutschland) und ab 1976 an der Universität Innsbruck. Er spezialisierte sich auf Volksgruppenrecht. Er erhielt 1961 der Th.-Körnerpreis der Stadt Wien, 1972 das Große Ehrenzeichen Österreichs und 1976 den Europäischen Karlspreis der Sudetendeutschen Landsmannschaft, blieb aber politisch umstritten; so wurde ihm die Wiederaufnahme in den CV verweigert.
Veiter, der 1981 in Feldkirch eine „Forschungsstelle für Nationalitätenrechte und Regionalismus“ eingerichtet hatte, sprach im so genannten „Vorarlberger Historikerstreit“ nach dem Erscheinen des Buches von Harald Walser Die illegale NSDAP in Tirol und Vorarlberg 1933–1938 in den Vorarlberger Nachrichten vom 24. September 1983 den Historikern der Johann-August-Malin-Gesellschaft jede wissenschaftliche Qualifikation ab und warnte ausdrücklich vor einem Umschreiben der Vorarlberger Landesgeschichte „im Sinne der gesellschaftspolitischen Linken“. Er trat 1945 der ÖVP bei, sprach neben Deutsch auch Französisch (als Gerichtsdolmetscher), Italienisch, Englisch und Serbokroatisch, wohnte zuletzt in Feldkirch und starb dort im Oktober 1994.

## Veröffentlichungen (Auswahl)
- Die slowenische Volksgruppe in Kärnten. Wien 1936.
- Nationale Autonomie. Wien 1938.
- Gesetz als Unrecht. Wien 1949.
- Das Recht des fremden, insbesondere deutschen Privateigentums in Österreich. Wien 1958.
- Die Italiener in der österreichisch-ungarischen Monarchie. 1965.
- Asylrecht als Menschenrecht. 1969.
- Die Rechte der Volksgruppen und Sprachminderheiten in Österreich. 1970.
- System des internationalen Volksgruppenrechts. 3 Bände. 1970–1976.
- Das österreichische Volksgruppenrecht seit dem Volksgruppengesetz von 1976. 1979.
- Volksgruppenrecht 1918–1938. 1980.
- Die Kärntner Ortstafelkommission. 1980.
- Bibliographie zur Südtirolfrage. 1984.
- Nationalitätenkonflikt und Volksgruppenrecht im 20. Jahrhundert. 2. Auflage. 1984.
- Das 1934er Jahr. Bürgerkrieg in Österreich. Amalthea Verlag, 1984.
- Bibliographie zur Südtirolfrage. 2 Bände. 1984–1991.
- Die Identität Vorarlbergs und der Vorarlberger. 1985.
- Kein Schlußstrich. Die Sudetendeutschen und die Tschechen in Geschichte und Gegenwart. 1994.